# Sulice (Polska)
Sulice – wieś w północno-zachodniej Polsce, położona w województwie zachodniopomorskim, w powiecie łobeskim, w gminie Węgorzyno, 0,7 km na północ od drogi krajowej nr 20 ze Stargardu do Gdyni. Na zachód od jeziora znajdują się Jezioro Storkowskie Górne oraz Jezioro Storkowskie Dolne.
| SIMC    | Nazwa     | Rodzaj     |
| ------- | --------- | ---------- |
| 0785290 | Przytonek | przysiółek |
| 0785308 | Sitnica   | przysiółek |

W latach 1946–1998 miejscowość administracyjnie należała do województwa szczecińskiego.